# Centralschweizerische Kraftwerke
Die CKW-Gruppe (früher Centralschweizerische Kraftwerke (AG) bzw. AG Elektrizitätswerk Rathausen bei Luzern)  mit Sitz in Luzern ist eine Schweizer Anbieterin von integrierten Energie- und Gebäudetechniklösungen. Sie versorgt über 200'000 Endkunden aus den Kantonen Luzern und Schwyz mit Strom und Fernwärme. Daneben erbringt sie Dienstleistungen in den Bereichen Photovoltaik, Elektromobilität, Wärmetechnik, Gebäudeautomation, ICT-Lösungen und Security.
Die CKW-Gruppe beschäftigt schweizweit über 2'200 Mitarbeitende. Sie ist zu 85,6 Prozent im Besitz der Axpo Holding AG, der Kanton Luzern ist mit 9,9 Prozent beteiligt, die restlichen Aktien befinden sich im Streubesitz.

Kraftwerk Rathausen: das erste Kraftwerk der späteren CKW

## Geschichte
1894 gründeten Theodor Bell und Eduard von Moos die Aktiengesellschaft Elektrizitätswerk Rathausen, um in Rathausen an der Reuss ein Wasserkraftwerk zu errichten. Nachdem die Luzerner Regierung das Gesuch für die Nutzung der Reusswasserkraft bewilligt hatte, wurde das Kraftwerk Rathausen von 1894 bis 1896 gebaut. Das Werk lieferte 1896 erstmals Strom ins noch kleine Netz, vorab an die nahen Industriebetriebe wie die von Moos’schen Eisenwerke in Emmen.
1909 trat Fritz Ringwald als Direktor in die AG Elektrizitätswerk Rathausen ein. Er prägte die Entwicklung des Energieversorgungsunternehmens bis zu seinem Tod 1957 massgeblich mit. 1909 beteiligte sich das Elektrizitätswerk Rathausen am Elektrizitätswerk Altdorf (später: EWA-energieUri, seit 2025: energieUri) und finanzierte den Bau des Kraftwerks Arniberg bei Amsteg. 1912 kaufte das Unternehmen die Aktienmehrheit am Elektrizitätswerk Schwyz (heute: EWS AG) und änderte 1913 seinen Namen von Elektrizitätswerk Rathausen AG in Centralschweizerische Kraftwerke AG (CKW).
In den Folgejahren übernahmen die Centralschweizerischen Kraftwerke weitere Gemeindewerke. Von Rathausen aus wurde das ganze Stromnetz des Kantons Luzern aufgebaut. Die erste grosse Übertragungsleitung wurde 1924 zwischen Rathausen und Gösgen gebaut. Über die Schalt- und Transformatorenstationen Gösgen und Rathausen wurden die elf wichtigsten Werke der Deutschschweiz zusammengeschlossen. Mit dem Bau des Unterwerks Mettlen in Inwil 1951 wurde Rathausen an das schweizerische Verbundnetz angeschlossen.
Im September 1954 erteilte der Urner Landrat den CKW und SBB die Konzession zum Bau eines Kraftwerks auf der Göscheneralp. Im Juni 1955 begannen die Bauarbeiten, 1962 nahm das Kraftwerk Göschenen den Vollbetrieb auf.
Ende der 1990er-Jahre baute CKW den Gebäudetechnik-Bereich aus und gründete dafür die CKW Conex AG. Diese wurde 2023 in CKW Gebäudetechnik AG umbenannt und verfügt 2025 in der ganzen Deutschschweiz über 58 Geschäftsstellen und 1300 Mitarbeitende.
2002 ging die CKW-Gruppe in den Besitz der Axpo Holding AG über.
2013 nahm CKW mit der Windenergieanlage auf Lutersarni das zu diesem Zeitpunkt grösste Windkraftwerk der Zentralschweiz in Betrieb. 2023 folgte nach gut 15 Jahren Planung die Inbetriebnahme des Kleinwasserkraftwerks Waldemme bei Flühli.
An der Generalversammlung 2022 beschlossen die Aktionäre die Namensänderung von Centralschweizerische Kraftwerke AG in die heutige CKW AG.
2023 verkaufte CKW nach 115 Jahren die Aktienmehrheit an EWA-energieUri an den Kanton Uri und die Korporation Uri. CKW verbleibt mit 10 Prozent strategische Ankeraktionärin.

## Unternehmensstruktur
Zur CKW-Gruppe gehören die CKW AG und ihre Tochtergesellschaften CKW Gebäudetechnik AG, CKW Fiber Services AG, SicuroCentral AG, EWS AG und Steiner Energie AG. Die CKW-Gruppe beschäftigt über 2'200 Mitarbeitende, davon über 350 Lernende in 15 Berufen. Sie ist damit die grösste privatwirtschaftliche Lehrlingsausbildnerin der Zentralschweiz.
Mehrheitsaktionärin der CKW-Gruppe ist mit 85,6 Prozent die Axpo Holding AG mit Sitz in Baden. Der Kanton Luzern ist mit 9,9 Prozent an der CKW-Gruppe beteiligt. Die restlichen Aktien befinden sich in Streubesitz.

## Geschäftsbereiche

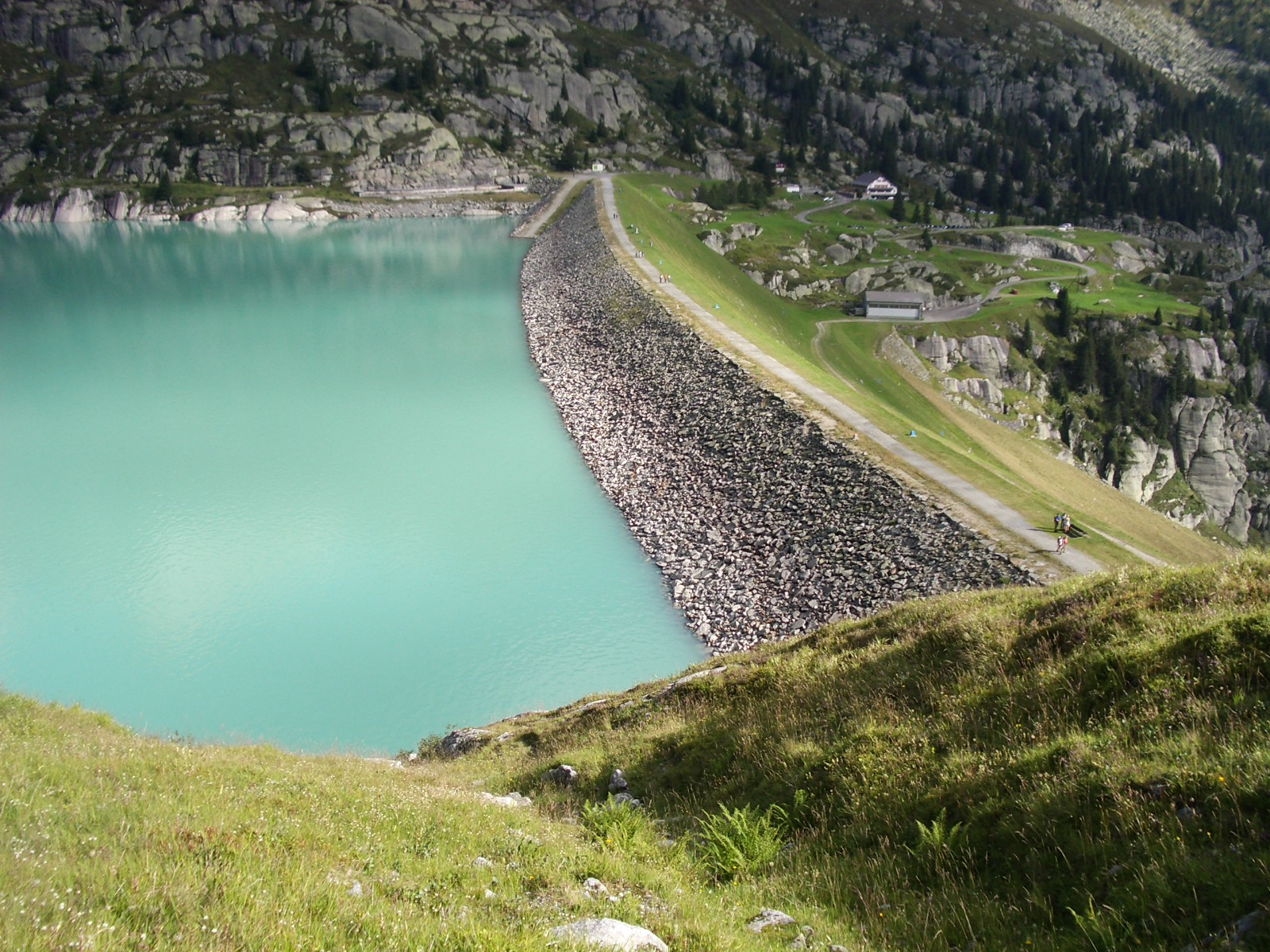
CKW betreibt das Kraftwerk Göschenen, das Wasser aus dem Göscheneralpsee nutzt. Im Bild der bepflanzte Erddamm.

### Stromproduktion
Die CKW-Gruppe setzt jährlich rund 5,5 TWh Strom ab. 98 Prozent des an Endkunden gelieferten Stroms stammen aus der Schweiz. Die Versorgungssicherheit beträgt 99,997 Prozent.
Die CKW-Gruppe betreibt folgende Kraftwerke:
- Wasserkraftwerk Waldemme, Flühli
- Wasserkraftwerk Emmenweid, Luzern
- Wasserkraftwerk Rathausen, Emmen
- Wasserkraftwerk Ettisbühl, Malters
- Wasserkraftwerk Sarneraa (Beteiligung: 18 Prozent/Pacht: 100 Prozent)
- Windenergieanlage Lutersarni
- Wärme-Kraft-Kopplungs-Anlagen in Dagmersellen, Schüpfheim, Uettligen, Hünenberg, Hellbühl und Weggis

Daneben ist die CKW-Gruppe an folgenden Kraftwerken beteiligt:
- Wasserkraftwerk Göschenen (Beteiligung: 50 Prozent)
- Wasserkraftwerk Calancasca (Beteiligung: 50 Prozent)
- Wasserkraftwerk Mattmark (Beteiligung: 27,8 Prozent)
- Misoxer Kraftwerke AG (Beteiligung: 20 Prozent)
- Wasserkraftwerk Mauvoisin (Beteiligung: 19,5 Prozent)
- Engadiner Kraftwerke AG (Beteiligung: 10 Prozent)
- Kernkraftwerk Leibstadt (Beteiligung: 11,4 Prozent)
- Kernkraftwerk Gösgen (Beteiligung: 6,5 Prozent)

### Stromverteilung
Die CKW AG betreibt ein Verteilnetz auf überregionaler, regionaler und lokaler Ebene (Netzebenen 3, 5 und 7). Die Gesamtlänge des Stromnetzes der CKW AG im Kanton Luzern beträgt rund 7'600 Kilometer. Davon entfällt der grösste Teil auf Nieder- und Mittelspannungsleitungen. Insgesamt verfügt die CKW AG über acht Unterwerke, 22 Unterstationen und rund 2'500 Trafo-Stationen.
Ende April 2024 schloss die CKW AG als erste grosse Energieversorgerin der Schweiz die flächendeckende Umrüstung auf intelligente Stromzähler im Versorgungsgebiet ab. Innert vier Jahren installierten CKW-Mitarbeitende rund 185'000 Smart Meter.

### Gebäudetechnik
Das Tochterunternehmen CKW Gebäudetechnik AG erbringt Dienstleistungen in den Bereichen Elektroinstallation, Photovoltaik, Elektromobilität, Wärmetechnik, Gebäudeautomation, ICT-Lösungen und Security. Es beschäftigt an 58 Standorten in der Deutschschweiz rund 1300 Mitarbeitende und bildet 280 Lernende aus.

## Projekte

### Erneuerbare Energien
Die CKW-Gruppe setzt zusammen mit ihrem Mutterhaus Axpo eine ambitionierte Strategie beim Ausbau der erneuerbaren Energien in der Schweiz um. So verfolgt sie verschiedene Windkraftprojekte in der Zentralschweiz, darunter die Windparks Leidenberg, Salbrig/Olisrüti, Aeberdingerhöchi, Ruswilerberg und Lindenberg.
In der Luzerner Gemeinde Inwil plant CKW ein Geothermie-Kraftwerk. Es soll dereinst Wärme für rund 6'500 Haushalte und ca. 18 Mio. kWh Strom pro Jahr produzieren. Um den Untergrund besser bewerten und erkunden zu können, startete CKW 2025 seismische Messungen in der Zentralschweiz.
Die CKW-Gruppe treibt auch den Ausbau der Wärmekraft voran. Sie besitzt und betreibt verschiedene WKK-Kraftwerke und Wärmeverbünde, darunter in Dagmersellen, Hellbühl, Schüpfheim, Uettligen, Weggis und Hünenberg.
Durch den Bau von Klein- und Gross-Photovoltaikanlagen treibt CKW den Ausbau von Solarenergie in der Zentralschweiz voran. Das Versorgungsgebiet von CKW weist im Jahr 2025 schweizweit die höchste installierte PV-Leistung (Wp) aus.